# Charles Gleyre
Marc Gabriel Charles Gleyre (født 2. maj 1806, død 5. maj 1874) var ein schweizisk kunstmaler. Han underviste en række yngre kunstnere, som fik en markant karriere. blandt dem var Claude Monet, Auguste Renoir, Alfred Sisley og James McNeill Whistler.

## Liv og gerning
Gleyre stammede fra Chevilly i kantonen Vaud. Hans forældre døde, da han var otte eller ni år gammel. Han blev opdraget af en onkel i Lyon i Frankrig, som sendte han til en erhvervsskole der i byen.
I slutningen af teenageårene rejste Gleyre til Paris, hvor han var i fire år og studerede kunst. Fra 1828 var han fire år i Italien i en tilstand af meditativ inaktivitet. Der blev han kendt med Horace Vernet og Louis-Leopold Robert. De næste seks år deltog han som tegner og illustratør på en rejse til blandt andet Malta, Hellas, Egypten, Nubien og Syrien. I Libanon blev han alvorligt syg af feber. Senere vendte han tilbage til Lyon med svækkaet helbred.
Efter, at han havde afbradt turen til Orienten, kom Gleyre tilbage til Paris i 1838. Han etablerede et lille atelier, og begyndte efterhånden at virkeliggøre de ideer, som langsomt havde formet sig i hans hoved. Gleyre mødte sit publikum, da han i 1840 i udstillede maleriet Johannes si åbenbaringen på øen Patmos. Maleriet var en succes, og praktisk talt åbnede hans kunstneriske livsvej. I 1843 kom hans anden succes, maleriet Le Soir ('Aften'). Motivet er fra Nilen, og viser en poet, som fra flodbredden "ser" sine ungdomsdrømme drage bort i form af en båd. Billedet blev senere kaldt for Tabte illussioner.
Gleyre trak sig mere eller mindre tilbage, og udstillede sjældent sine værker, sidste gang var i 1849. Han fortsatte med at male religiøse, historiske og mytologiske billeder. I de mytolgiske billeder forbandt han romantisk stemning med et strengt, antikt formsprog. Gleyres værker er ellers prægede af en poetisk idealitet. I det hele var han en idealist, som ikke tog sig betalt for at undervise nye unge kunstnere.
Han døde brat i 1874 i Paris.

## Værkliste
- Trois Fellahs, 1835 (Musée cantonal des Beaux-Arts de Lausanne)
- Autoportrait, 1841 (Musée châteaux de Versailles)
- Le Soir eller Les Illusions perdues, 1843 (musée d'Orsay)
- La Séparation des apôtres, 1845 (Musée Girodet) Montargis
- Femme assise, de dos, levant la tête vers la gauche, dessin (Louvre)
- La Danse des bacchantes, 1849 (Musée cantonal des Beaux-Arts, Lausanne)
- Les Romains passant sous le joug, 1858 (Musée cantonal des Beaux-Arts, Lausanne)
- Le Déluge, 1856 (Musée cantonal des Beaux-Arts, Lausanne)
- Hercule & Omphale, 1862 (Musée d'art et d'histoire, Neuchâtel)
- Sappho, 1867 (Musée cantonal des Beaux-Arts, Lausanne)
- Esquisse pour le Matin (le Paradis terrestre), 1869-74 (Musée cantonal des Beaux-Arts, Lausanne)
- Le Retour de l'Enfant prodigue, 1873, (Musée cantonal des Beaux-Arts, Lausanne)